# Windows Live
Windows Live és el nom d'un conjunt de serveis en línia i aplicacions software desenvolupades per Microsoft, anunciat des del primer de novembre de 2005. L'objectiu fonamental d'aquests serveis web és oferir a l'usuari una diversitat d'alternatives de comunicació que van des del correu electrònic, converses a temps real, calendari i blogs, entre d'altres (Windows Live Hotmail, Windows Live Favorites, Windows Live OneCare, Windows Live Messenger, Windows Live Search, Windows Live Alerts, Windows Live Maps, etc.).
La majoria d'aquestes aplicacions web són accessibles des d'un navegador, però també n'hi ha de binàries que cal que siguin instal·lades a l'ordinador de l'usuari. Windows Live ofereix serveis de tres tipus diferents: aplicacions Windows Live Essentials, serveis web i serveis mòbils.

## Serveis mòbils
Windows Live Mobile és un conjunt de serveis personalitzats de Windows Live, creat específicament per a dispositius mòbils. S'ofereix a través de tres canals diferents, a través de client (per a Windows Mobile i altres dispositius mòbils compatibles, com per exemple telèfons Nokia), basat en web (per a WAP o GPRS, mòbils habilitats amb navegadors web), o bé serveis basats en SMS.

## Serveis de Windows Live
| Servei                                     | Lloc Web                                                           | Descripció | Estat                  |
| ------------------------------------------ | ------------------------------------------------------------------ | --- | ---------------------- |
| Windows Live Account                       | account.live.com                                                   | Servei per actualitzar i modificar la teva identitat a Windows Live | Final                  |
| Windows Live Alerts                        | alerts.live.com                                                    | Envia actualitzacions de la informació al teu correu electrònic, dispositius mòbils o Messenger | Final                  |
| Windows Live Agents                        | agents.live.com Arxivat 2008-08-28 a Wayback Machine.              | Bots de conversació que interaccionen a través de Windows Live Messenger permetent als usuaris obtenir més informació sobre temes específics                                                                     | Abandonat (2009-06-30) |
| Windows Live Barcode                       |                                                                    | Codis de barres 2D que podia utilitzar-se per emmagatzemar informació o enllaços a la web | Abandonat              |
| Windows Live Betas                         |                                                                    | Lloc web que permetia descarregar programes en versió beta | Abandonat (2008-09-17) |
| Windows Live Contactes                     | people.live.com                                                    | Servei de llibreta de contactes que permet als usuaris fer un seguiment i sincronitzar la informació dels seus contactes                                                                                         | Final                  |
| Windows Live Calendari                     | calendar.live.com                                                  | Servei de gestió de temps que permet als usuaris organitzar cites reunions i crear recordatoris i compartir el seu calendari d'esdeveniments                                                                     | Final.                 |
| Windows Live Call                          |                                                                    | Part del Windows Live Messenger | Final                  |
| Centre d'administració de Windows Live     | admin.live.com                                                     | Ofereix correu electrònic i d'allotjament de llocs web | Final                  |
| Windows Live Downloads                     | download.live.com                                                  | Lloc web que llista els serveis de Windows Live | Final                  |
| Windows Live Essentials                    | essentials.live.com                                                | Conjunt d'aplicacions de Windows Live. Essentials s'instal·len a través d'un sol instal·lador, que permet als usuaris seleccionar i instal·lar només el conjunt d'aplicacions específiques que volen.            | Final                  |
| Windows Live Events                        | events.live.com                                                    | Administrava i planificava diferents tipus d'events i els compartia amb altres usuaris utilitzant Windows Live Calendari, espais i alertes                                                                       | Abandonat (2009-09-03) |
| Windows Live Expo                          | expo.live.com                                                      | Classificats en línia | Abandonat (2008-07-31) |
| Experiència personalitzada de Windows Live | my.live.com Arxivat 2007-12-01 a Wayback Machine.                  | Pàgina principals dels serveis que ofereix un agregador RSS, gadgets i una nova eina de cerca | Final                  |
| Windows Live Family Safety                 | fss.live.com                                                       | Control parental de windows live | Final                  |
| Windows Live Fotos                         | photos.live.com Arxivat 2019-05-01 a Wayback Machine.              | Servei d'emmagatzemament de fotos que permet als usuaris carregar i compartir els seus àlbums personals i fotografies amb altres usuaris de Windows Live                                                         | Final                  |
| Windows Live Favorites                     | favorites.live.com Arxivat 2015-07-23 a Wayback Machine.           | Sincronitzava els teus preferits entre ordinadors i permetia compartir els preferits | Abandonat (2009-04-14) |
| Windows Live FrameIt                       | frameit.live.com                                                   | Amplia la funcionalitat de marc digital, permetent als usuaris personalitzar l'entrega de contingut de diverses fonts com a fonts RSS                                                                            | Beta                   |
| Windows Live Gallery                       | gallery.live.com                                                   | És un centre per les col·leccions de complements de desenvolupadors per productes de Windows Live | Final                  |
| Windows Live Grups                         | groups.live.com Arxivat 2009-12-23 a Wayback Machine.              | Permet als usuaris crear els seus grups socials per compartir, discutir i coordinar | Final                  |
| Galeria fotogràfica de Windows Live        | photogallery.live.com                                              | Similar a la Galeria fotogràfica de Windows amb millores addicionals que faciliten el comptabilitzat de fotos i vídeos                                                                                           | Final                  |
| Windows Live Help Community                | helpcommunity.live.com Arxivat 2008-08-27 a Wayback Machine.       | Col·lecció de fòrums i taulells de missatges per comunicar-se amb altres usuaris sobre productes de Windows Live                                                                                                 | Abandonat (2008-06-06) |
| Windows Live Home                          | home.live.com                                                      | El seu objectiu es reunir els serveis de Windows Live en un mateix lloc. Proporciona una ubicació central para l'accés a serveis de Windows Live i supervisar la informació d'estat                              | Final                  |
| Windows Live Hotmail                       | mail.live.com hotmail.com                                          | Servei de webmail mitjançant la tecnologia AJAX amb correu electrònic, contactes i calendari | Final                  |
| Windows Live ID                            | login.live.com                                                     | Treballa amb tots els serveis de Windows Live i permet inicis de sessió amb diferents comptes | Final                  |
| Windows Live Mail                          | download.live.com/wlmail                                           | Client de correu d'escriptori successor de Outlook Express per Windows XP i Windows Mail per Windows Vista amb suport de RSS                                                                                     | Final                  |
| Windows Live Messenger                     | download.live.com/messenger                                        | Missatgeria instantània, compartició de fitxers personals i client de voIP | Final                  |
| Windows Live Movie Maker                   | download.live.com/moviemaker                                       | Semblant al Windows Movie Maker amb millores addicionals que faran l'edició de vídeo encara més fàcil | Final                  |
| Windows Live Mobile                        | home.mobile.live.com                                               | Conjunt de serveis personalitzats de Windows Live específicament creat per dispositius mòbils | Final                  |
| Windows Live OneCare                       | onecare.live.com Arxivat 2011-05-23 a Wayback Machine.             | Reemplaçat per Microsoft Security Essentials. Servei de seguretat informàtic. Programa Antivirus, còpia de seguretat, i firewall                                                                                 | Abandonat (2009-06-30) |
| Windows Live OneCare Safety Scanner        | safety.live.com Arxivat 2011-05-01 a Wayback Machine.              | Servei de detecció i eliminació de virus i altres amenaces | Abandonat (2009-06-30) |
| Perfil de Windows Live                     | profile.live.com                                                   | Els usuaris poden administrar el seu perfil i mostra la informació sobre l'usuari en particular, les seves activitats recents i la seva relació amb altres usuaris de Windows Live                               | Final                  |
| Windows Live QnA                           | qna.live.com                                                       | Reanomenat com a Live Search QnA i posteriorment MSN QnA | Abandonat (2009-05-21) |
| Windows Live Search Center                 |                                                                    | Reanomenat com aWindows Search 4 | Abandonat (2006-12-12) |
| Windows Live Shopping                      | shopping.live.com Arxivat 2008-02-23 at the Portuguese Web Archive | Reanomenat com a MSN Shopping, i posteriorment, Bing Shopping | Abandonat (2007-02-20) |
| Windows Live Sync                          | sync.live.com                                                      | Ús compartit de fitxers i servei de sincronització adquirit per Microsoft i ara amb la marca de Windows Live | Final                  |
| Windows Live SkyDrive                      | skydrive.live.com Arxivat 2019-09-03 a Wayback Machine.            | Emmagatzemament en línia protegit per contrasenya i els beneficis, inclou Windows Live Fotos i Office Web Apps per la gestió de fotos i documents d'Office                                                       | Final                  |
| Windows Live Spaces                        | spaces.live.com Arxivat 2008-08-19 a Wayback Machine.              | Lloc basat en AJAX, lloc de xarxes socials, blogs i fotos | Final                  |
| Windows Live Toolbar                       | toolbar.live.com Arxivat 2012-03-04 a Wayback Machine.             | Barra d'eines que s'integra a Windows Internet Explorer, permetent l'accés a Windows Live Spaces, Windows Live Hotmail, Favoritos i Bing des d'un botó que està a la barra d'eines                               | Final                  |
| Windows Live TV                            | Descarga Directa Arxivat 2008-02-18 at the Portuguese Web Archive  | Un programa addicional per elWindows Media Center que dona accés a Windows Live Spaces, Messenger i Call | Abandonat (2008-06-24) |
| Windows Live Video Messages                | videomessages.live.com                                             | Combina el vídeo digital amb el correu electrònic en un sercei que permet a tots els usuaris amb web cam crear, enviar i rebre missatges de vídeo a la seva llista de contactes inclosos quan són sense connexió | Beta                   |
| Windows Live Web Messenger                 |                                                                    | Ara part de Windows Live Hotmail i Windows Live Contactes Versió web de Windows Live Messenger permetia als usuaris parlar en línia i en temps real amb altres usuaris                                           | Abandonat (2008-10-30) |
| Windows Live WiFi Center                   | wifi.live.com Arxivat 2008-02-18 at the Portuguese Web Archive     | Permetia als usuaris cercar xarxes sense fil disponibles i els mostrava informació sobre elles | Abandonat (2007-02-16) |
| Windows Live WiFi Hotspot Locator          | hotspot.live.com                                                   | Reanomanat com MSN WiFi Hotspots | Abandonat (2007-02-16) |
| Windows Live Writer                        | writer.live.com                                                    | Eina de publiació de blogs | Final                  |